# ストラスブール大聖堂

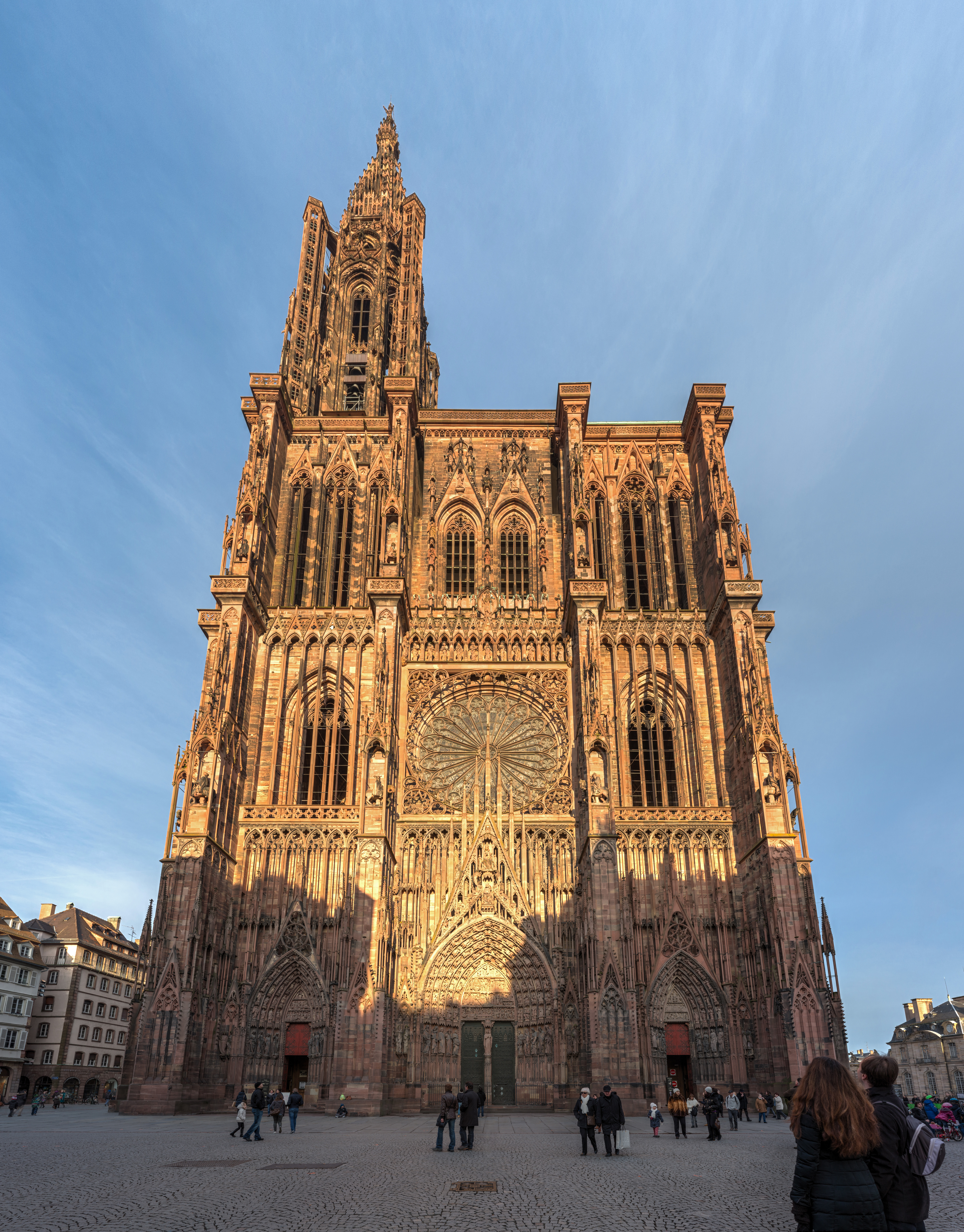
ストラスブール大聖堂

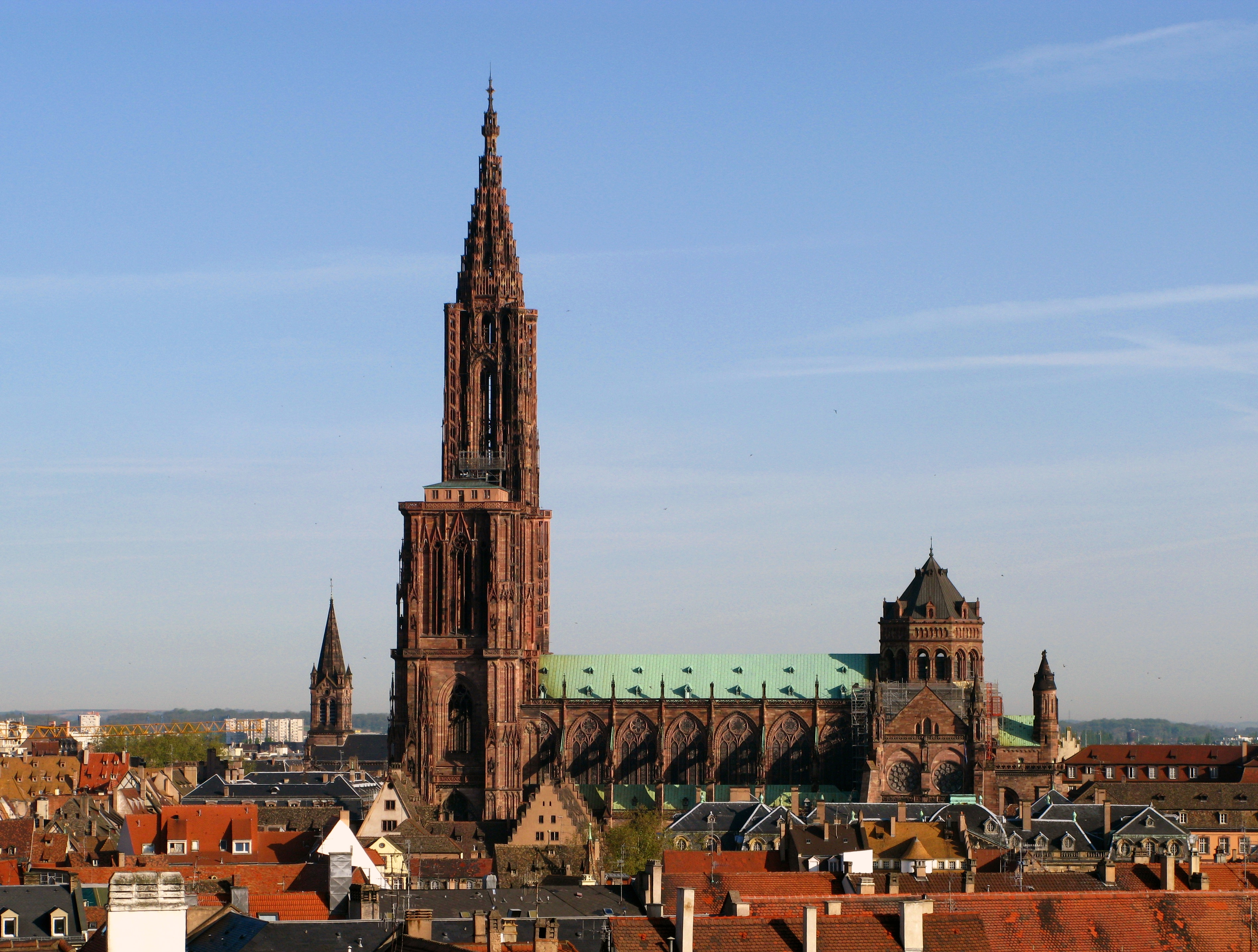
側面から見た大聖堂

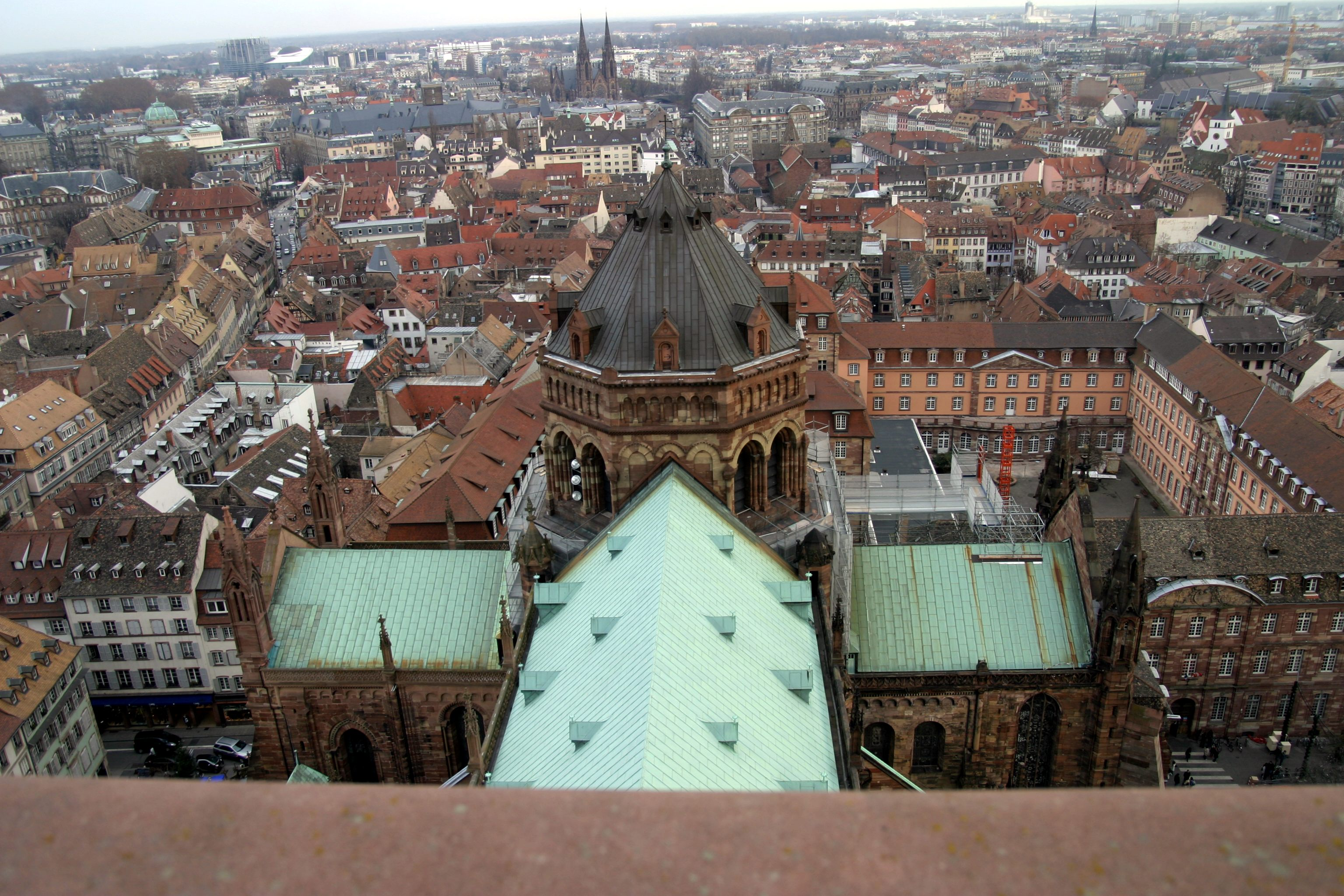
尖塔下の展望台からの眺め

ストラスブール大聖堂（ストラスブールだいせいどう）またはノートルダム＝ド＝ストラスブール大聖堂（ノートルダム＝ド＝ストラスブールだいせいどう、フランス語: Cathédrale Notre-Dame-de-Strasbourg、 ドイツ語: Liebfrauenmünster zu Straßburg）は、フランスのストラスブールにあるカトリックの大聖堂である。その大部分はロマネスク建築だが、一般にゴシック建築の代表作とされている。主な建築者としてはエルヴィン・フォン・スタインベックがいる。1277年から1318年に死ぬまで建設に関わった。
高さ142メートルで、1647年から1874年まで世界一の高層建築だったが、1874年、ハンブルクの聖ニコライ教会に抜かれた。現在は教会としては世界第6位の高さである。
ヴィクトル・ユーゴーは「巨大で繊細な驚異」と評した。アルザス平原のどこからでも見え、遠くはヴォージュ山脈やライン川の反対側にあるシュヴァルツヴァルトからも見える。ヴォージュ産の砂岩を建材としたため、独特なピンク色を呈している。

## 歴史

### 建設以前
ストラスブールがアルゲントラトゥムと呼ばれた時代にはこの場所に古代ローマの聖域があり、その後ストラスブール大聖堂が建設されるまでいくつかの宗教建築物が建てられた。
7世紀にストラスブール教区の司教である聖アルボガストが、聖母マリアに捧げられた教会を元にして大聖堂を建設したことが知られているが、現存していない。古い大聖堂の遺物は1948年と1956年の発掘で出土しており、4世紀末期から5世紀初頭のものとされている。これは現在のストラスブール聖エティエンヌ教会の位置から出土した。
8世紀、最初の大聖堂はカール大帝の時代に完成したと推測されているが、より重要な建築物に置き換えられた。司教レミギウス（レミ）は778年の遺言でその建物の地下霊廟に埋葬されることを望んでいる。842年のストラスブールの誓いがここで立てられたことは確実である。最近行われた発掘調査により、このカロリング朝の大聖堂には3つの身廊と3つのアプスがあったことが明らかになった。司教 Ratho（Ratald または Rathold とも）の詩によると、この大聖堂は金や宝石で装飾されていた。このバシリカは873年、1002年、1007年とたびたび火事にみまわれた。
1015年、司教 Werner von Habsburg がカロリング朝のバシリカの廃墟に新たな大聖堂の基礎となる最初の礎石を置いた。彼はロマネスク様式の大聖堂を建設した。この大聖堂は1176年、身廊の木製の屋根が火災で焼け落ちた。
この惨事の後、司教 Heinrich von Hasenburg は同時期に完成したバーゼル大聖堂よりも美しい大聖堂を建設することを決めた。建設は既存の構造の基礎を利用し、完成に百年ほどかかった。司教 Werner の建てた大聖堂の地下聖堂は無傷だったため、これを残し西側に拡張した。

### 建設（1176年 - 1439年）

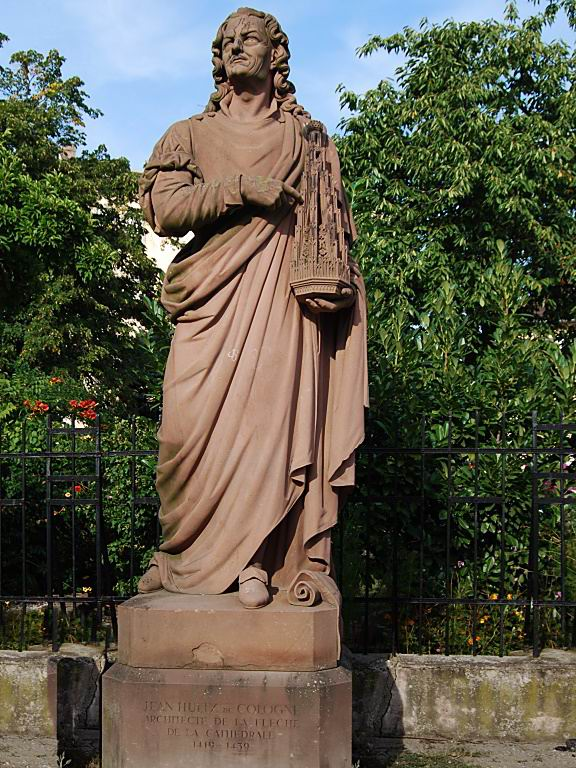
八角形の尖塔部分を設計した Johannes Hültz の像

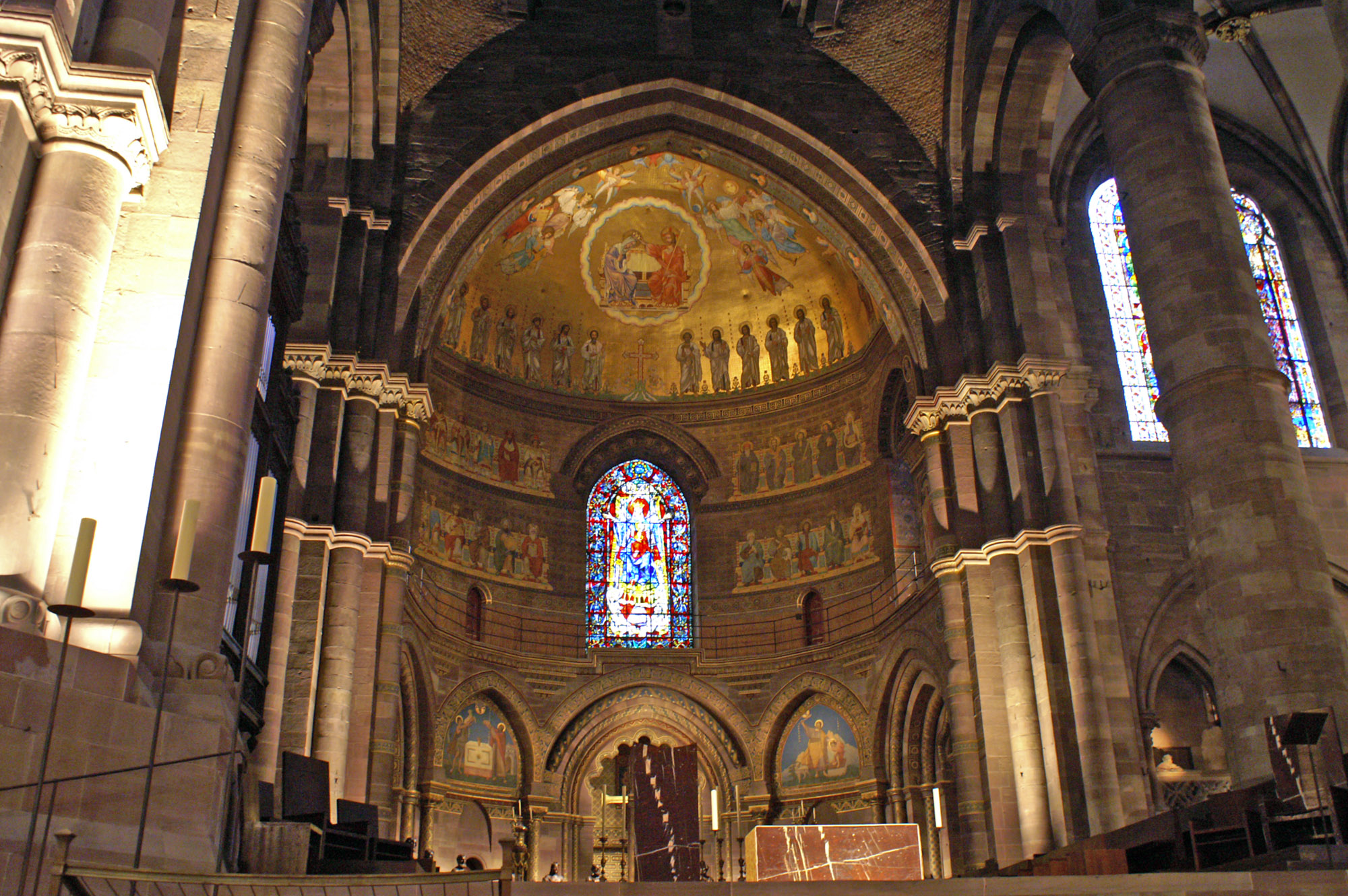
ロマネスク様式のクワイヤ

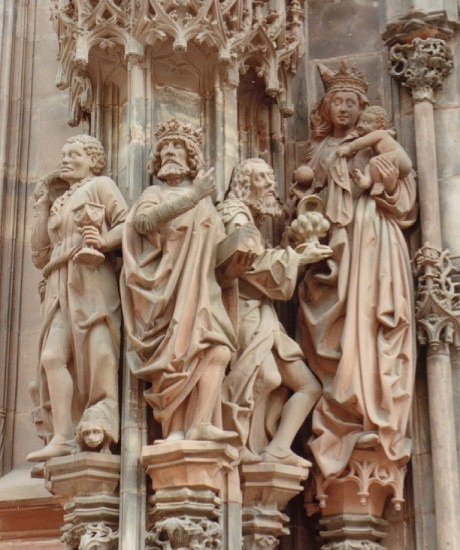
東方三博士と聖母子像
（サンローラン玄関）

建設はクワイヤと北の翼廊からロマネスク様式で始まり、記念碑的な要素や高さの点で皇帝大聖堂と呼ばれる建物から着想を得ていた。しかし1225年、シャルトルから来たチームがゴシック建築の様式にすることを提案し、計画が大きく変更された。身廊は既にロマネスク様式で建設が始まっていたが資金不足に陥り、教会は1253年に贖宥状の発行による資金で建築家と石工を雇った。シャルトルのチームの影響は彫刻にも見られる。有名な「天使の柱 (Pilier des anges)」は南の翼廊の天文時計の隣にあり、最後の審判を柱で表現している。1349年、ストラスブール在住ユダヤ人が差別に耐えかねて市を襲撃しようと、建設中の大聖堂で仲間への合図としてホルンを吹いた。同じ年に彼らは井戸へ毒薬を流した。そして市長がユダヤ人を晒し者とすべく、鉄製のホルンをつくらせて毎晩二度吹くように命じた。
ストラスブール市自体と同様、この大聖堂はドイツ風のミュンスターとフランス文化の影響を受ける一方、東側の構造（例えば、クワイヤや南の玄関）は特に窓よりも壁が強調されている点からロマネスク様式の特徴が色濃く残っている。
とりわけ数千の彫刻で装飾された西側のファサードはゴシック時代の傑作とされている。尖塔は当時最先端の技術を駆使したもので、石が高度な技術で直線的に積まれ、あたかも一個の石のように見える。それまでのファサードも事前設計の後に建設されたが、ストラスブール大聖堂のファサードは事前設計なしでは建設不可能だった。ケルン大聖堂と共に設計図を用いた初期の建築物とされている。アイオワ大学の Robert O. Bork の研究によれば、ストラスブール大聖堂のファサードの設計はほとんど無作為にも思える複雑さだが、一連の八角形を回転させた図形を使って構成されていると指摘した。

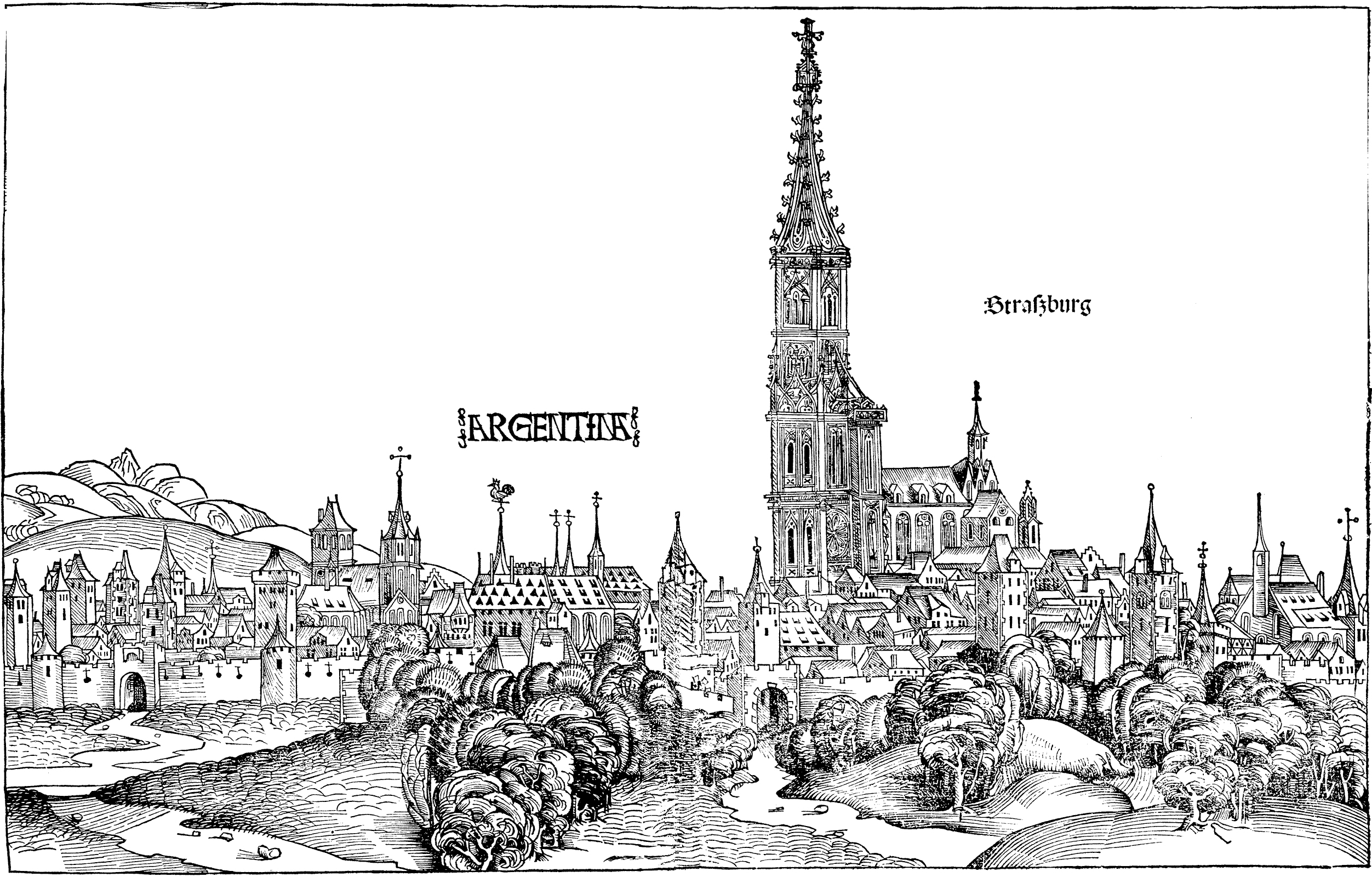
1493年のストラスブール

1439年に完成した尖塔は1647年（シュトラールズントのマリエン教会の尖塔が焼け落ちた年）から1874年（ハンブルクの聖ニコライ教会の尖塔が完成した年）まで世界一高い建築物だった。ファサードを左右対称にするためにもう1つの尖塔が計画されていたが、結局独特な非対称の形状になった。見通しがきく場所なら30kmの距離から塔が見え、ヴォージュ山脈からシュヴァルツヴァルトまでライン川沿いで見える。塔は四角い柱体部分を Ulrich Ensingen、八角形の尖塔部分をケルンの Johannes Hültz が建設した。Ensingen は1399年から1419年、Hültz は1419年から1439年に建設を行った。
1505年、建築家 Jakob von Landshut と彫刻家 Hans von Aachen が北の翼廊の外にあるPortail Saint-Laurent（ポルタイユ・サンローラン。サンローラン玄関 ） の修復を完了した。この部分はゴシック後期、ルネサンス前期の様式が目立つ。ストラスブール大聖堂の他の玄関と同様、設置されている彫像の多くはレプリカで、本物はストラスブール市内にあるルーヴル・ノートルダム美術館に移されている。

### その後

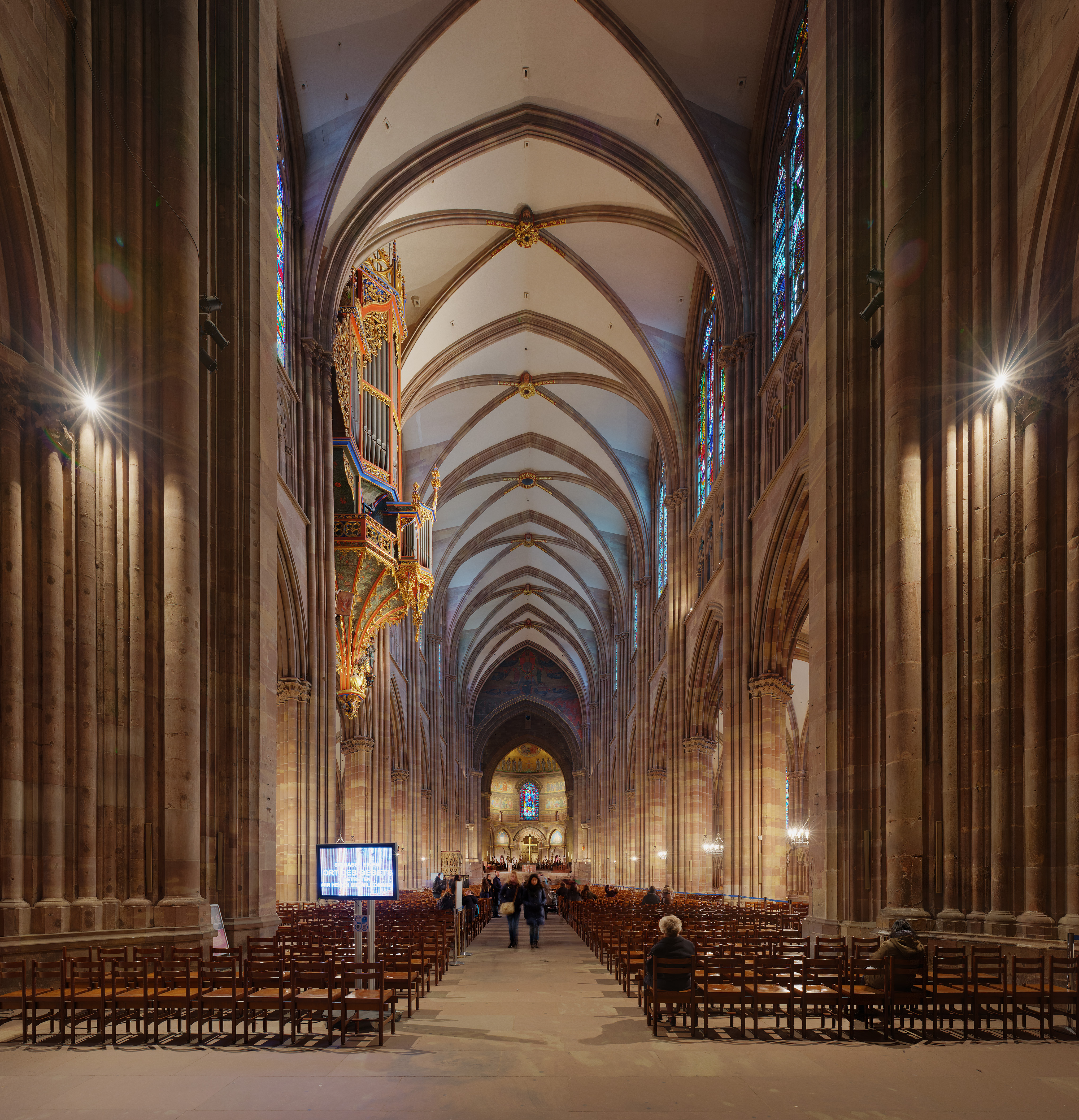
身廊から本堂を望む
（内陣障壁はない）

中世後期、ストラスブール市は大司教の支配から脱し、帝国自由都市となった。15世紀は Johann Geiler Kaysersberg の説教と宗教改革の萌芽で彩られ、16世紀にはジャン・カルヴァン、マルチン・ブーサー、ヤコブ・シュトゥルム・フォン・シュトゥルメックといった人物が活躍した。1524年、市議会はこの大聖堂をプロテスタントの手に委ねることを決定する。そのため聖像破壊運動の影響で一部損傷した。1539年、文献上初のクリスマスツリーがこの大聖堂に設置される。
1681年9月30日、ストラスブール市はルイ14世の支配下に入り、同年10月23日、王と領主司教 Franz Egon of Fürstenbergの臨席による大聖堂のミサが行われた。これにより大聖堂はカトリックに戻され、対抗宗教改革で改訂された典礼に従って内装の再設計が行われた。1682年、1252年に設置された内陣障壁を取り払ってクワイヤを身廊に向かって拡張した。この内陣障壁の一部はルーヴル・ノートルダム美術館とクロイスターズ（メトロポリタン美術館の別館）に展示されている。主祭壇はルネサンス初期の彫刻だったが、同年取り壊された。その一部はルーヴル・ノートルダム美術館に展示されている。
1744年、Robert de Cotte の設計した丸いバロック様式の聖具保管室が北側の翼廊の北西に追加された。1772年から1778年にかけて、大聖堂の周囲の商店群を整理するため、大聖堂の周囲に初期ゴシック・リヴァイヴァル様式の回廊を建設した（1843年まで）。
フランス革命をへた1791年、ユダヤ人による反乱を非難するホルン吹きの習慣を廃止した。ホルンの一つはルーヴル・ノートルダム美術館で見ることができる。

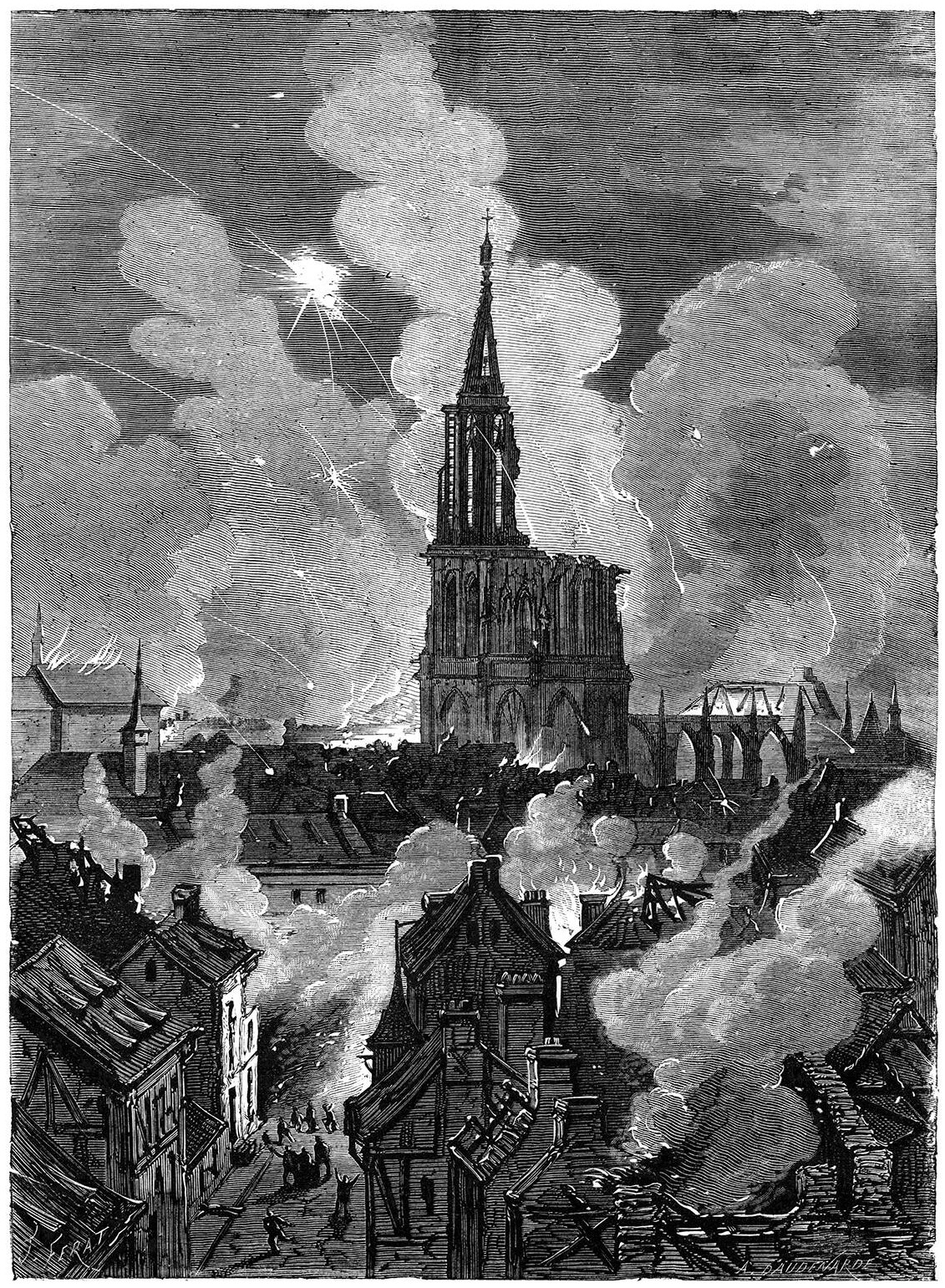
ストラスブール包囲戦
（1870年8月24日）

1794年4月、ストラスブール市を支配したアンラジェ（過激派）は、平等主義を損ねているという理由で尖塔を引き下ろすことを計画し始めた。しかし同年5月、市民が大聖堂の尖塔に巨大なブリキ製フリジア帽（アンラジェも被っていた自由の象徴）を被せたため、破壊を免れた。この人工物は歴史的コレクションとして保存されていたが、1870年に完全に破壊された。ストラスブール包囲戦の際、プロイセン軍の放った砲弾が大聖堂に当たり尖塔の金属製十字が曲がった。また、クロッシングのドームにも穴が開いたが、後により雄大なロマネスク・リヴァイヴァル様式で再建された。
第二次世界大戦中、ストラスブール大聖堂は両陣営から象徴とみなされた。アドルフ・ヒトラーは1940年6月28日にストラスブールを訪問し、大聖堂を「ドイツ人民の国家的聖域」にしようとした。1941年3月1日、フィリップ・ルクレール将軍は「クフラ(en)の誓約」として「ストラスブール大聖堂の上に再び我々の美しい国旗がたなびくまで、決して武器を置かない」と誓った。また、ドイツ軍はストラスブール大聖堂のステンドグラスを74枚取り外し、ドイツ本国のハイルブロン近郊の岩塩鉱山に隠した。戦後、アメリカ軍がこれを発見し、大聖堂に返還した。
大聖堂は1944年8月11日のストラスブール中心部への英米軍の空襲で被害を被った。1956年、欧州評議会は Max Ingrand 作の有名なステンドグラス窓「ストラスブールの聖母」を大聖堂に寄付した。この戦争での損傷が完全に修復されたのは1990年代初頭のことである。
2000年のクリスマスの時期にアルカーイダがこの大聖堂に隣接する市場を爆破する計画を立てていたが、フランスおよびドイツ当局がそれを阻止した。

### 関連人物
- フィリップ・シュペーナー - 伝道師（1663年 - 1666年）
- フランツ・クサヴァー・リヒター - 楽長（1769年 – 1789年）
- イグナツ・プライエル - 楽長（1783年 – 1795年）

## 寸法
この建築物の主な寸法は次のとおりである。
- 全長: 112 m (367 ft)
- 内部の全長: 103 m (338 ft)

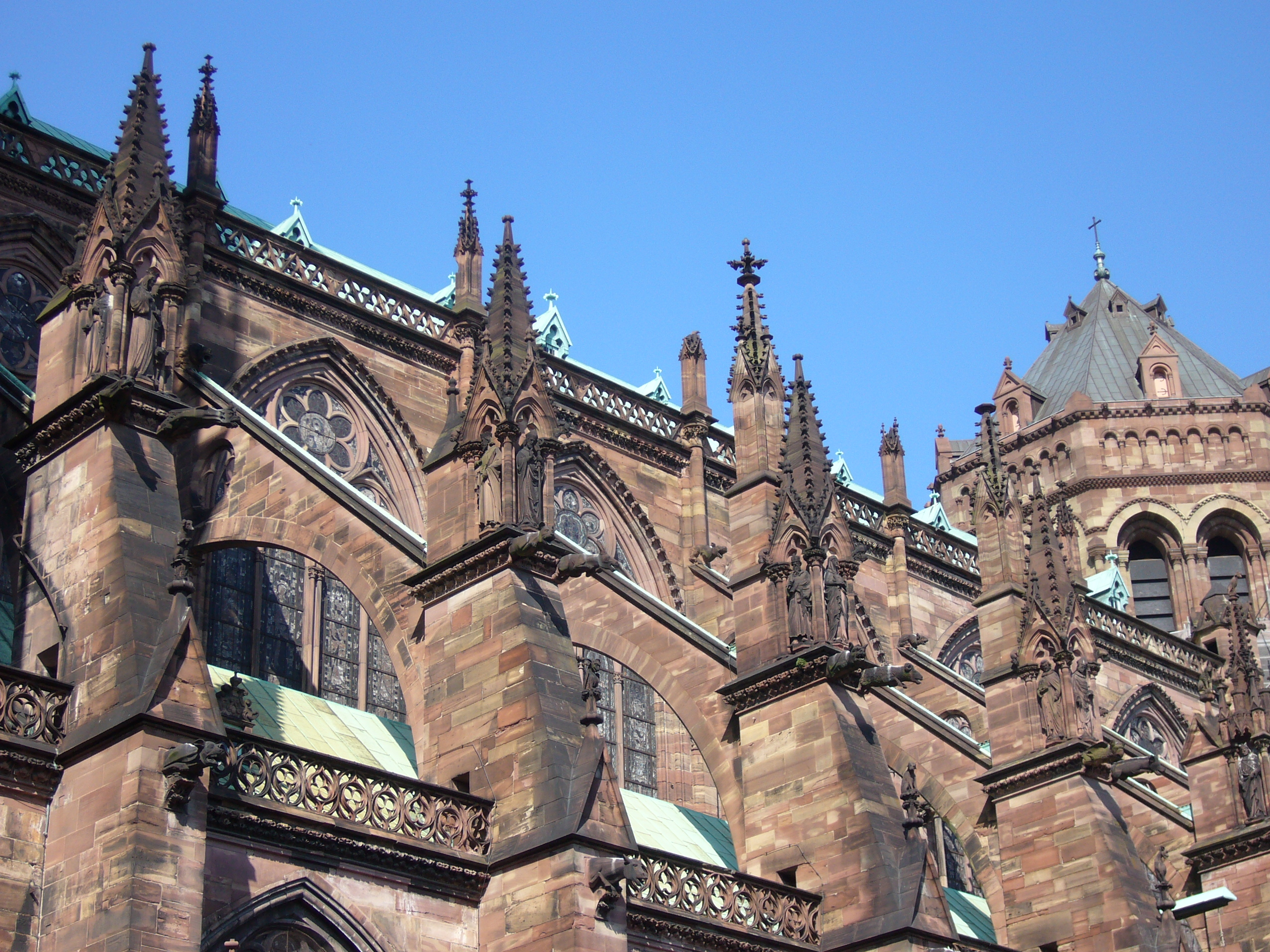
フライング・バットレス
（大聖堂の南側）

- 中央身廊の外側（屋根）の高さ: 40 m (130 ft)
- 中央身廊の内側の高さ: 32 m (105 ft)
- 側部身廊の内側の高さ: 19 m (62 ft)
- 拝廊の内側の高さ: 42 m (138 ft)
- 中央身廊の柱の間隔: 16 m (52 ft)
- クロッシングのドームの高さ: 58 m (190 ft)
- 展望台の高さ: 66 m (217 ft)
- 尖塔の高さ: 142 m (466 ft)[18]
- 西側ファサード外部の全幅: 51.5 m (169 ft)
- 西側ファサードにあるバラ窓の直径: 13.6 m (45 ft)

ストラスブール大聖堂はアルザスでは群を抜いて大きいが、世界的に有名なゴシック様式の大聖堂にはケルン大聖堂、アミアンのノートルダム大聖堂、ミラノのドゥオーモ、ヨーク・ミンスターなど、さらに大きな建築物がある。

## 内装

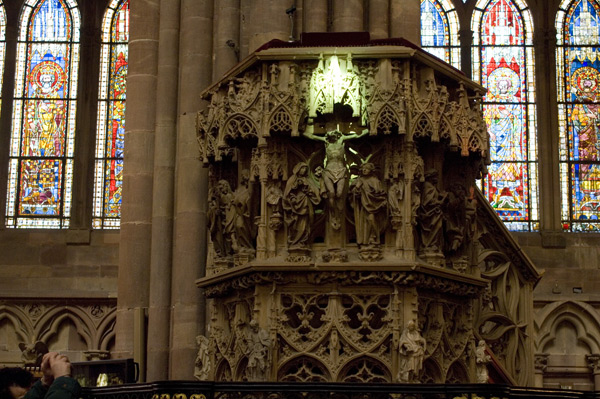
緑色の光に照らされた説教壇

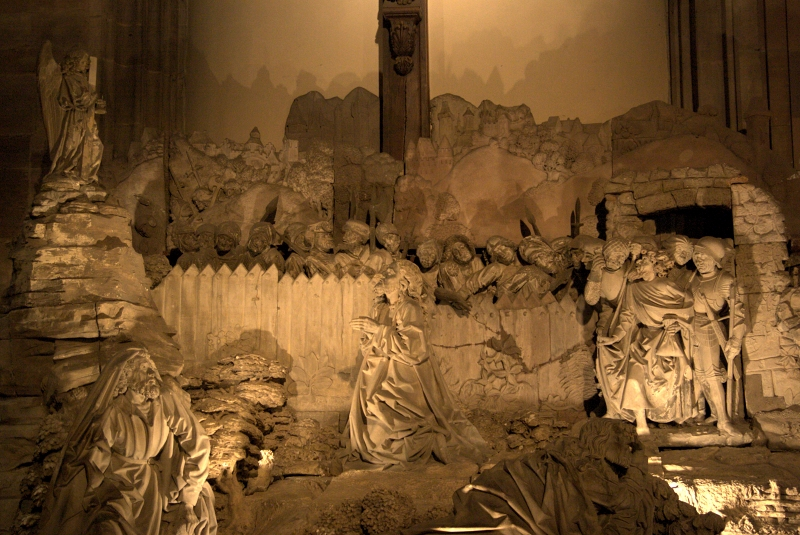
オリーブ山のキリスト

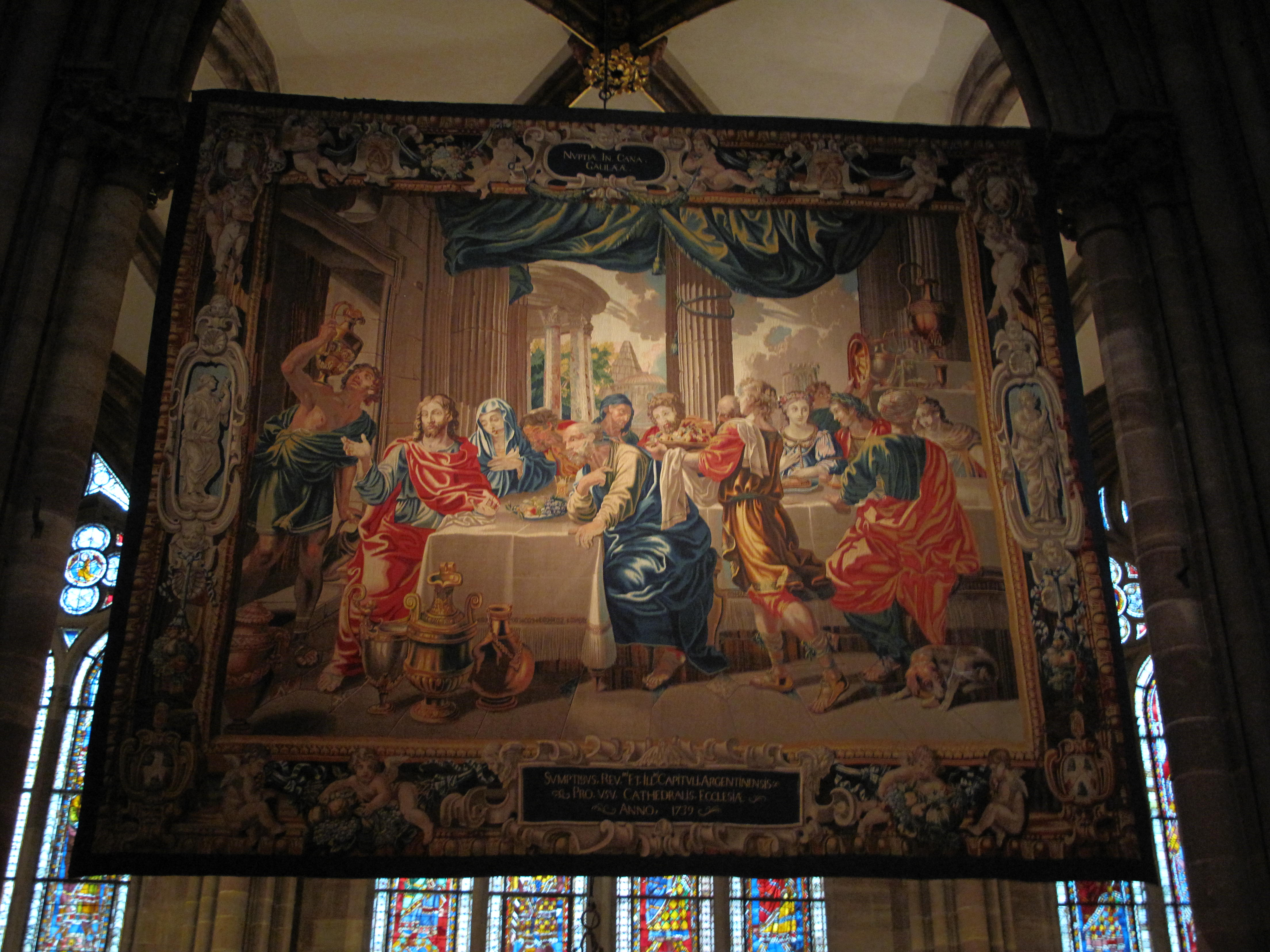
カナの婚宴
（タペストリー）

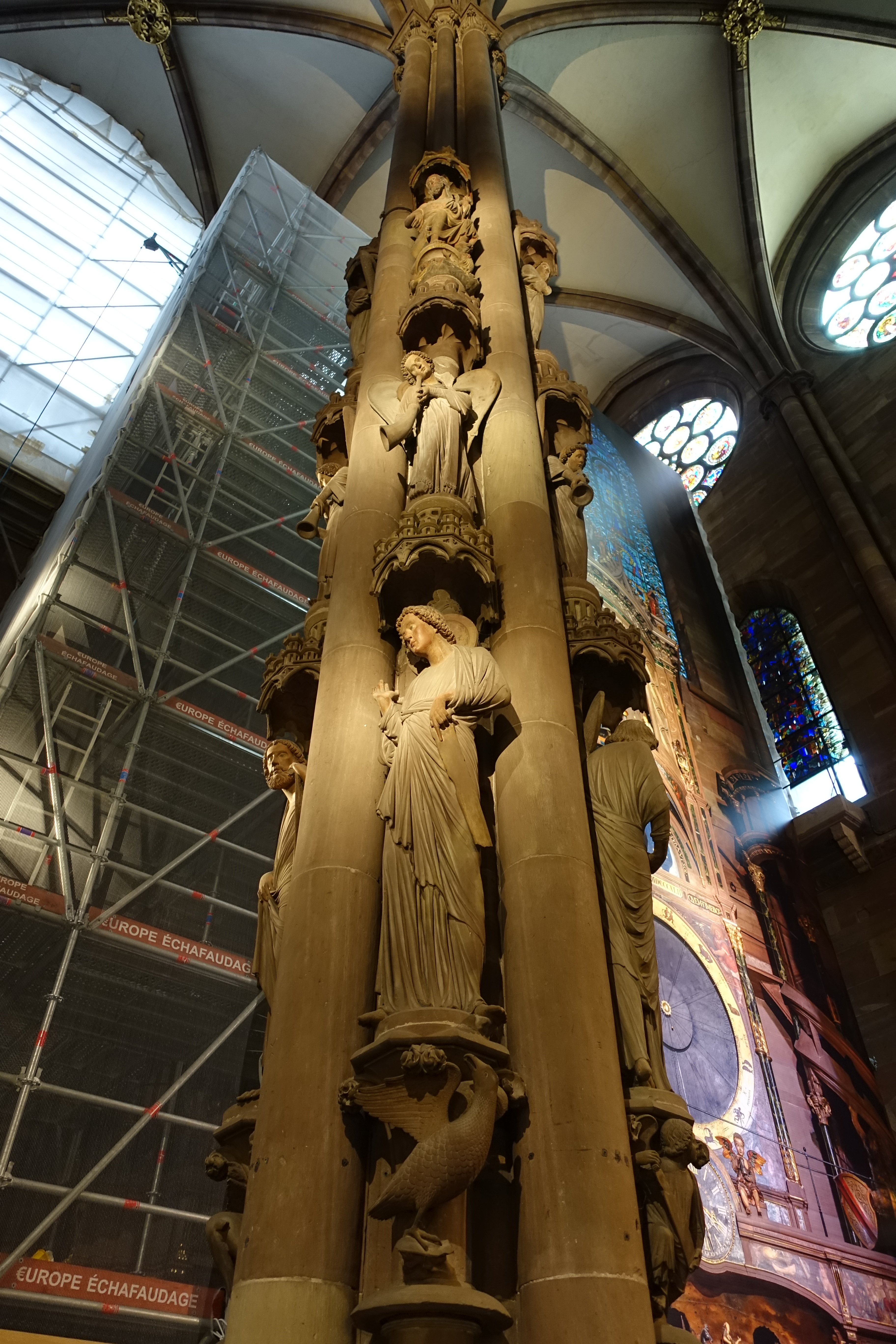
天使の柱

プロテスタントと革命期の偶像破壊、1681年、1870年、1940年代の戦争、様式や教会の典礼の変化など、様々な曲折はあったが、ストラスブール大聖堂には多くの貴重な品々が残っている。傷みの激しいものや撤去されたものはルーヴル・ノートルダム美術館で展示されている。
特に重要なものを次に挙げる。
- ステンドグラスはその多くが14世紀のもので、一部は12世紀後半（北の翼廊）や13世紀初め（北の側部身廊の「皇帝の窓」）のものであり、また一部は20世紀のもの（南の翼廊、クワイヤ）である。以前に建っていた教会のものをそのまま使っていたステンドグラスは1870年に破壊された。
- 13世紀の司教の墓石が Chapelle Saint-Jean-Baptiste にある（1300年ごろのもの）。その正面に Nikolaus Gerhaert 作のカノンの記念碑がある（1464年）。
- 北の翼廊には Jost Dotzinger 作による華麗な装飾の洗礼盤がある（1443年）。
- 中央身廊の北西に Hans Hammer 作による華麗な装飾の講壇がある（1486年）。
- 北の翼廊には「オリーヴ山のキリスト」の等身大の群像彫刻があり、その前に洗礼盤がある（1498年）。上に立つ十字架は1825年のものである[19]。
- 中央身廊の北側の上方にはパイプオルガンがある（筐体は1385年のものだが、内部の機構は1981年に新しいものに入れ替えられている）[20]。
- クワイヤの北端にあるパイプオルガン（1878年）[20]
- 地下聖堂のパイプオルガン（1998年）[20]
- 1682年に取り壊された主祭壇から取り外した十二使徒の胸像がクワイヤの半円形の壁に沿って並んでいる。17世紀製の木像である。
- 「聖母マリアの生涯」を描いたタペストリー群（17世紀）
- 礼拝堂群の祭壇は15世紀から19世紀のものである。Chapelle Saint-Laurent には大きなバロック様式の祭壇がある（本体は1698年、絵は1776年）。

### 天文時計

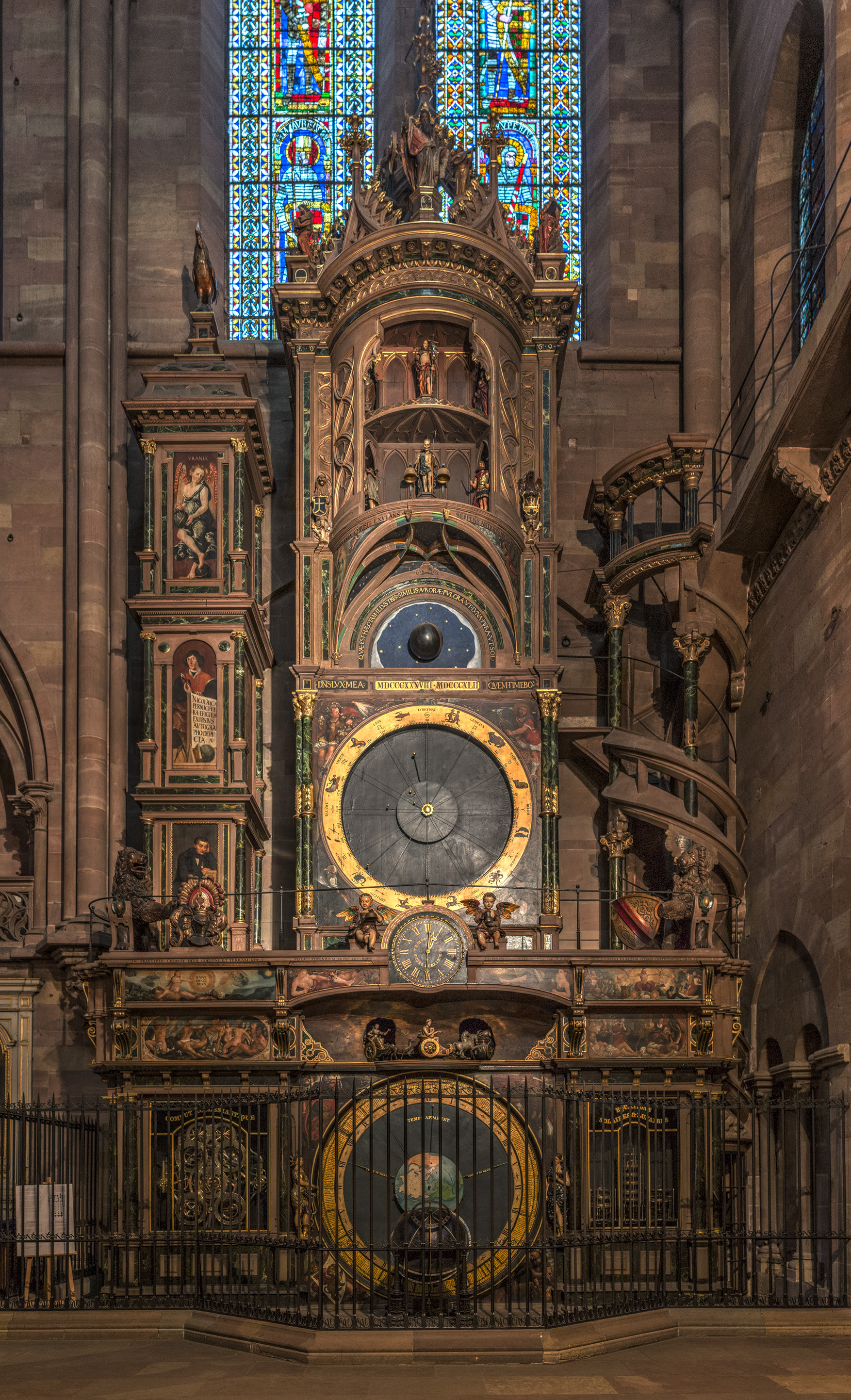
天文時計

大聖堂の南の翼廊に高さ18メートルの天文時計があり、世界最大の天文時計の1つとされている。かつては、現在の時計とは反対側の壁に1352年から1354年に作られた Dreikönigsuhr（3人の王の時計）と呼ばれる時計があった。1547年、Christian Herlin らが新たな時計の製作を始めたが、この大聖堂がローマカトリック教会になった際に時計製作が中断された。1571年、Conrad Dasypodius とハプレヒト兄弟 (en) が製作を再開し、天文学的により進歩した時計となった。スイス人画家 Tobias Stimmer が装飾の絵を制作した。この時計は18世紀後半まで使われていたが、現在はストラスブール装飾美術館に部品が展示されている。
現在の時計は1838年から1843年に作られたもので（時計本体は1842年に完成したが、天球儀は1843年6月24日に完成）、以前の時計の外装をそのまま使い、中身をジャン＝バプティスト・シュウィルジュらが製作した。機能は以前のものとほぼ同じだが、機構は完全に一新されている。シュウィルジュは天文時計について1816年ごろから研究を始め、1821年には試作も行っていた。この試作機は今は所在不明だが、複雑なグレゴリオ暦にしたがって復活祭の日を計算できる機構（コンプトゥス）を備えており、ストラスブール大聖堂の時計にもそれが組み込まれた。復活祭は325年の第1ニカイア公会議で「3月21日当日あるいはそれ以降の最初の暦上の満月を過ぎたあとの最初の日曜日」と定義されている。天文学的部分は非常に正確で、閏年や分点など様々な天文データを計算でき、単なる時計ではなく一種の複雑な計算機になっている。
観光客はこの時計の精巧な外観しか見ることができないが、内部は精密な機構によって動作しており、最も美しい見ものの1つとなっている。
生き生きした人形たちが毎日違った時刻にムーブメントの中に出てくる。ある天使は鐘を鳴らし、別の天使は砂時計をひっくり返す。別の一連の人形は子供から老人までの一生を表現しており、死神の前を行進する。また十二使徒がキリストの前を通り過ぎる。
この時計は公式の時刻だけでなく、太陽時も示す。他にも曜日（それぞれ伝説の神で表現する）、月、年、黄道十二星座、月の満ち欠け、いくつかの惑星の位置まで示す。全てのオートマタは午後12:30に一斉に動き出す。
伝説によれば、この時計を作った人物は完成後に自分の目を抉り出し、再び同じものを作れないようにしたという。同様の伝説はプラハの天文時計についても残っている。
同じ部屋に欄干にひじをもたれかけた男の像がある。伝説によれば、これは天使の柱を作った建築家のライバルだった男で、このような大きなヴォールトをたった1本の柱で支えられるはずがないと主張し、崩壊するのを今も待っているのだという。
ストラスブールの天文時計をモデルとした時計はいくつかあるが、その多くは機能を単純化している。例えばシドニーのパワーハウス・ミュージアム (en) にある。
1858年から1989年まで、この時計はUngerer社が保守していた。この会社は1858年にシュウィルジュの助手だった2人の兄弟が創業した。1989年以降は Alfred Faullimmel とその息子 Ludovic が保守している。Faullimmel は1955年から1989年までUngerer社で働いていた。

## ポップカルチャー
1976年の映画『パリの灯は遠く』は1942年のフランスが舞台であり、その多くはパリだが、物語の中ほどに主人公がストラスブールに住む父を訪ねるシーンがある。窓からストラスブール大聖堂が見え、天文時計が時を告げるシーンもある。
オランダのプログレッシブ・ロックのバンド、フォーカスはこの大聖堂をテーマとした曲を1974年のアルバム Hamburger Concerto に収録している。

## ギャラリー

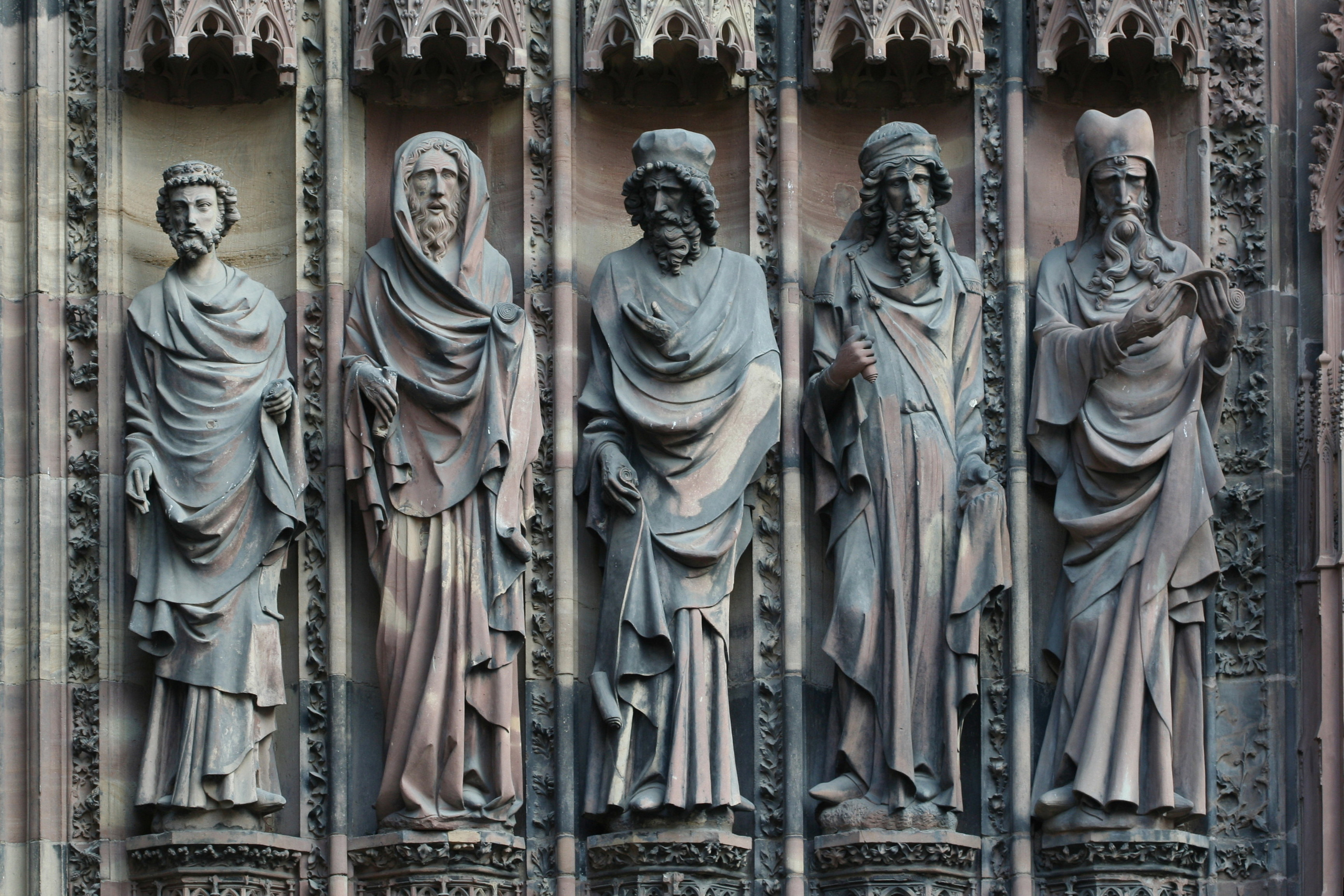
中央玄関脇の彫像群 （西のファサード）
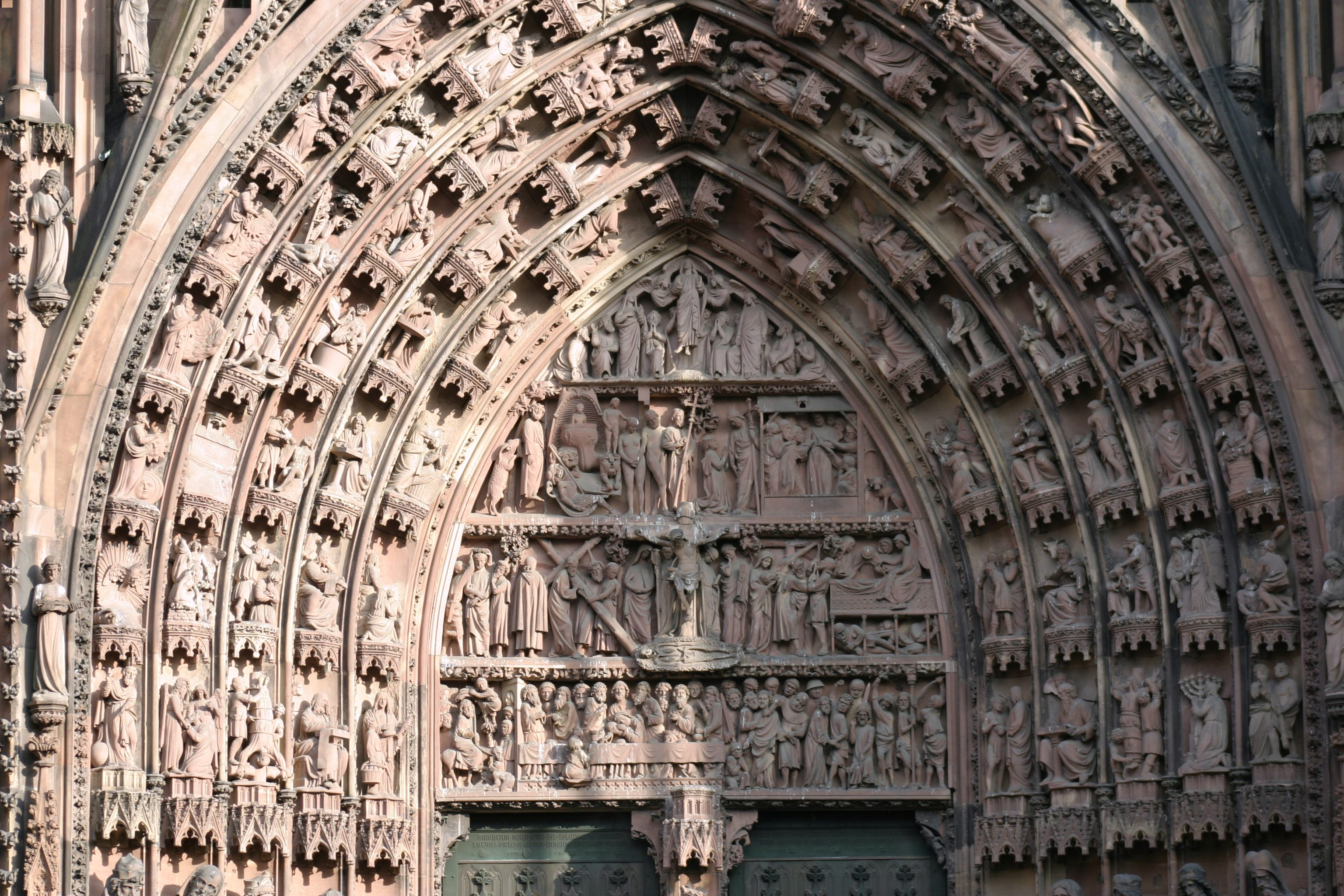
玄関上の彫刻 （ファサード右側）
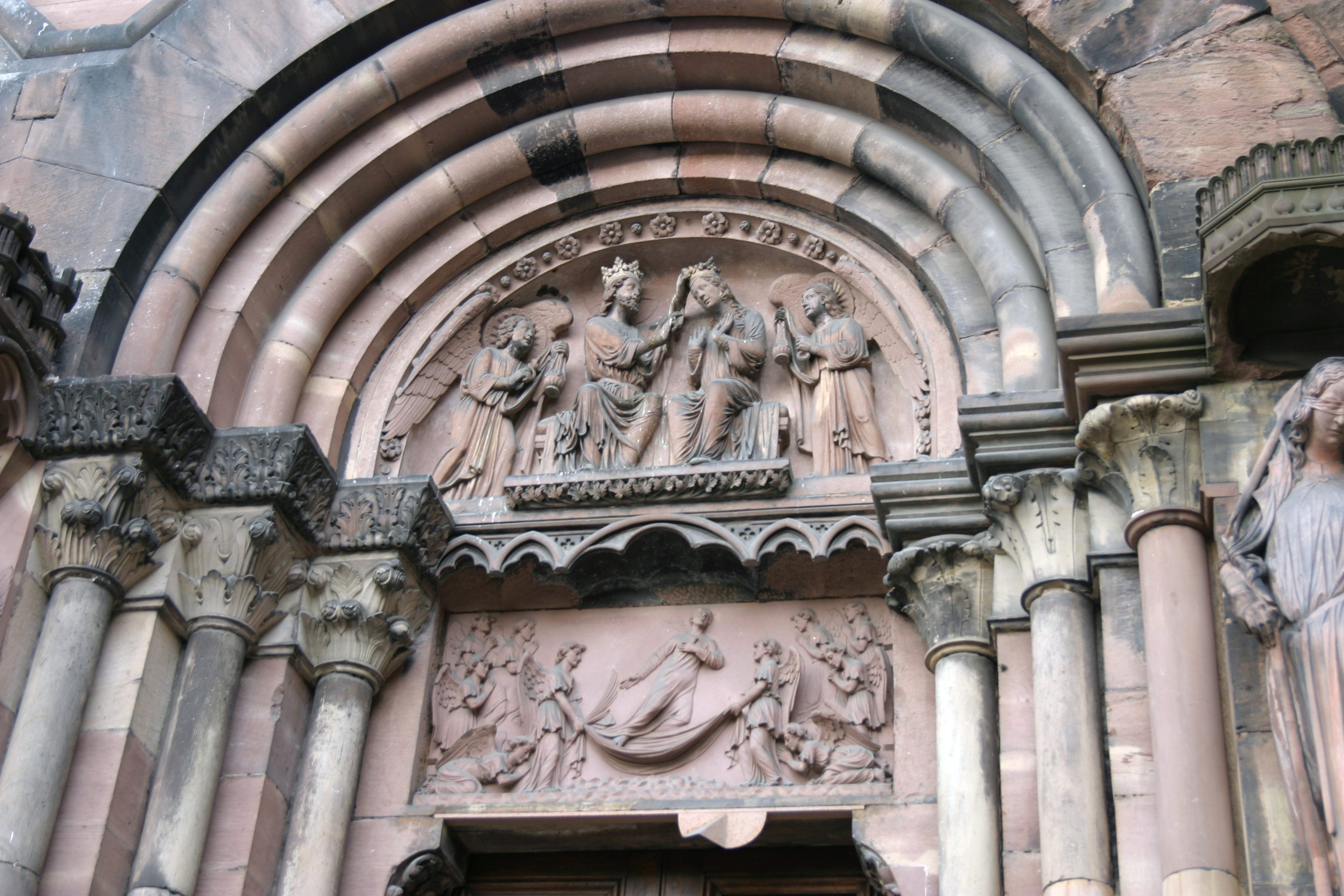
聖母戴冠のレリーフ
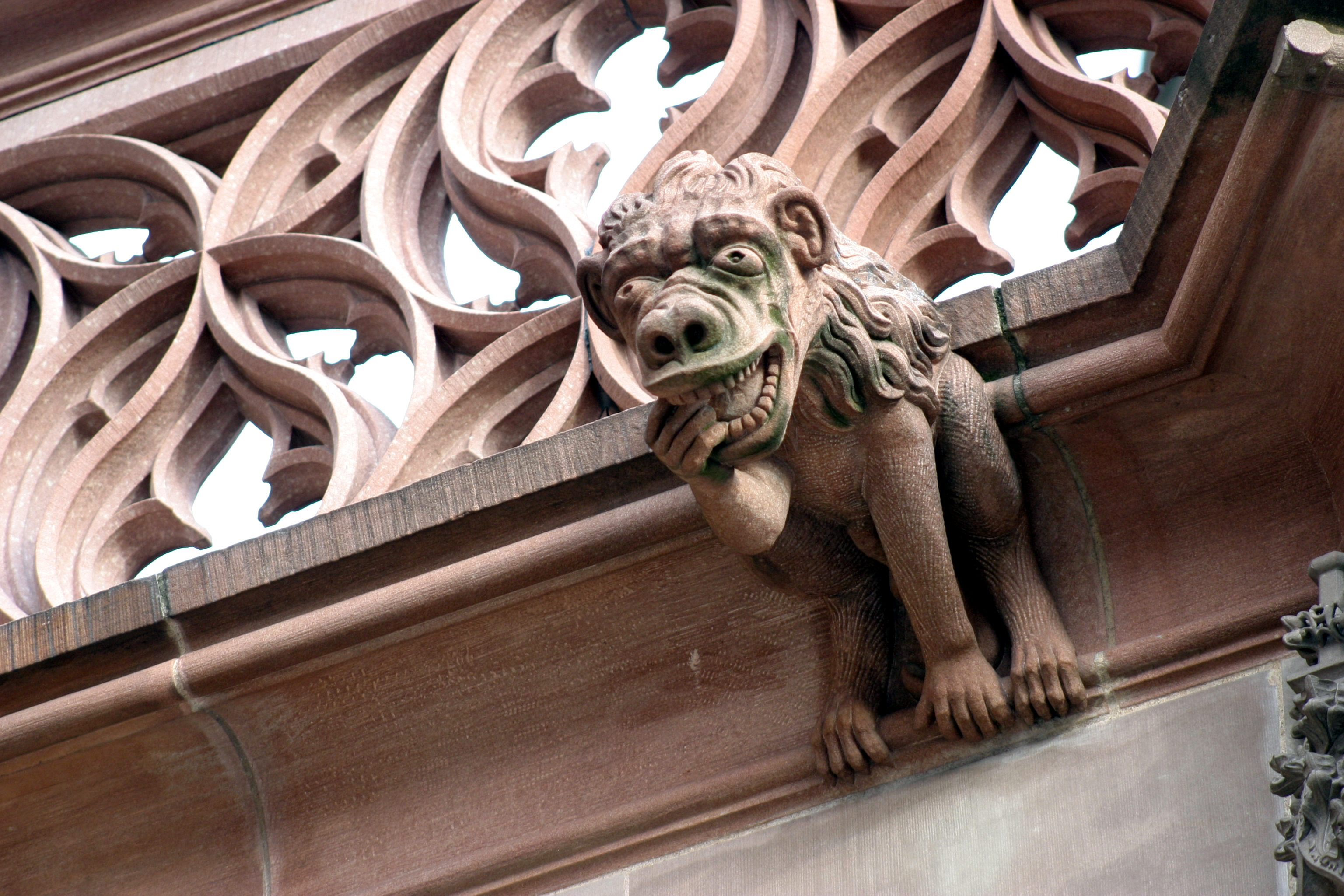
ガーゴイル
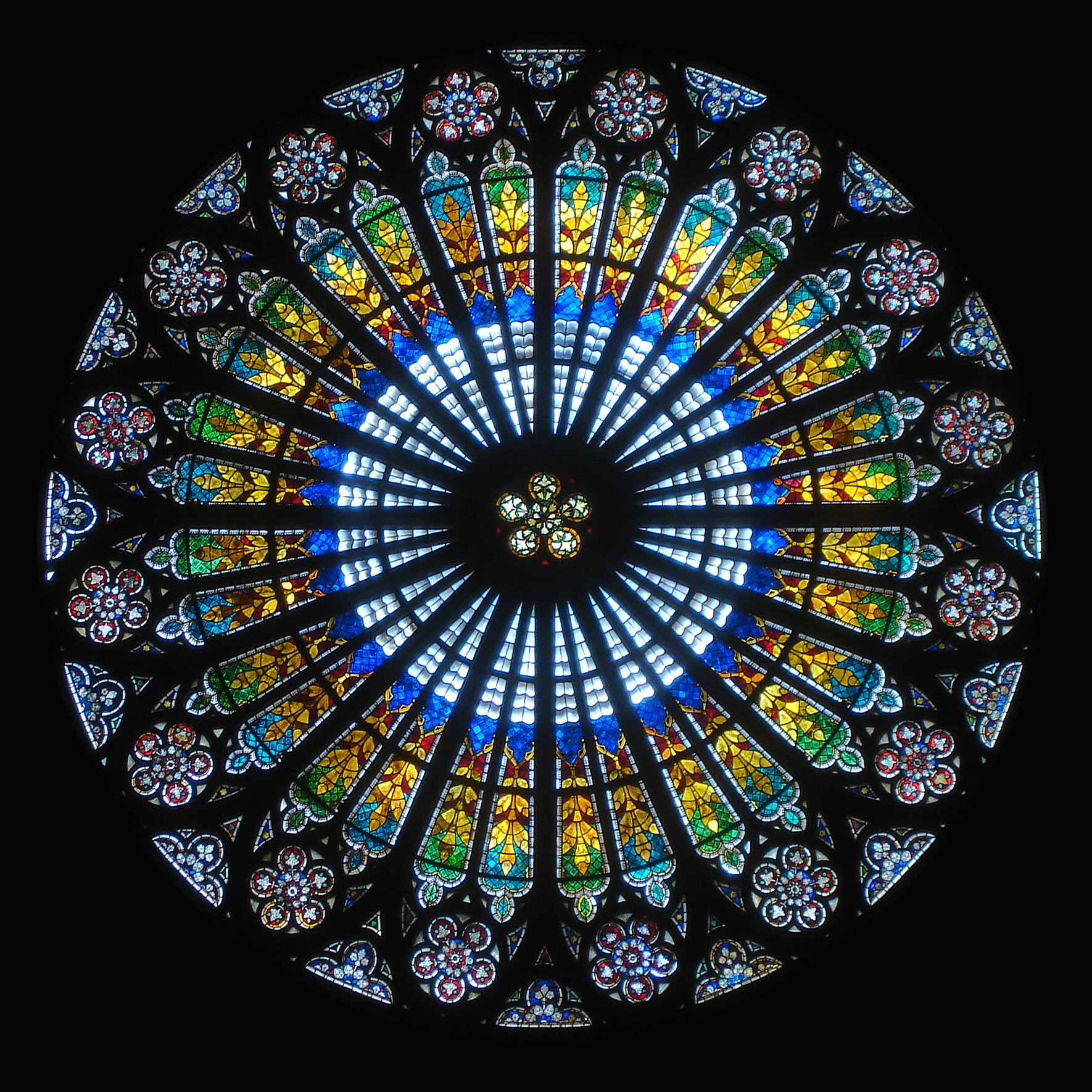
バラ窓（内側）
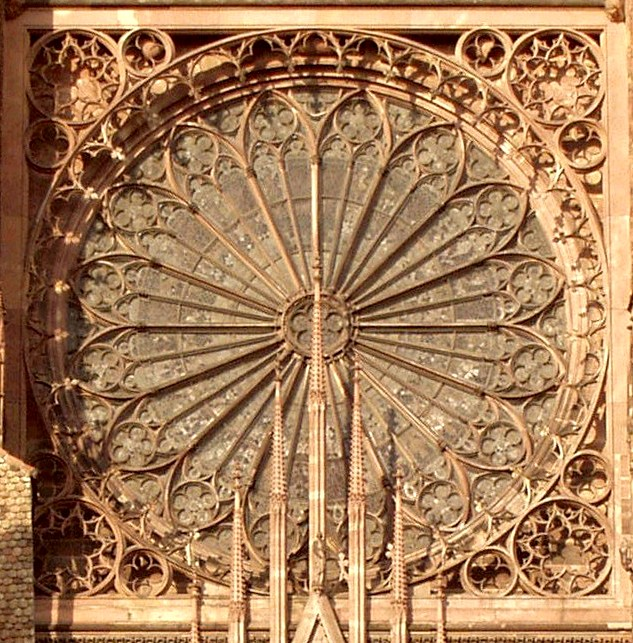
バラ窓（外側）
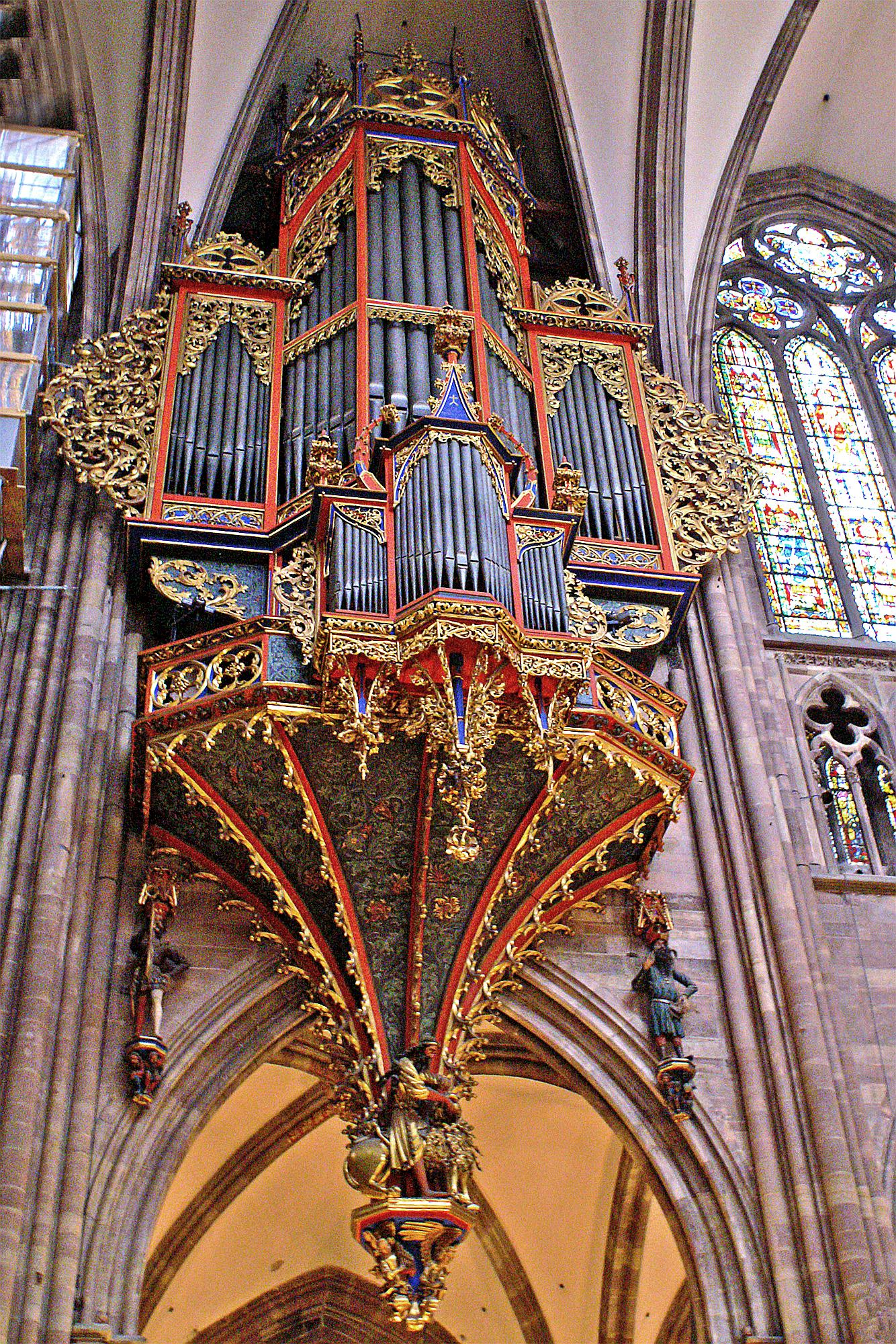
大オルガン
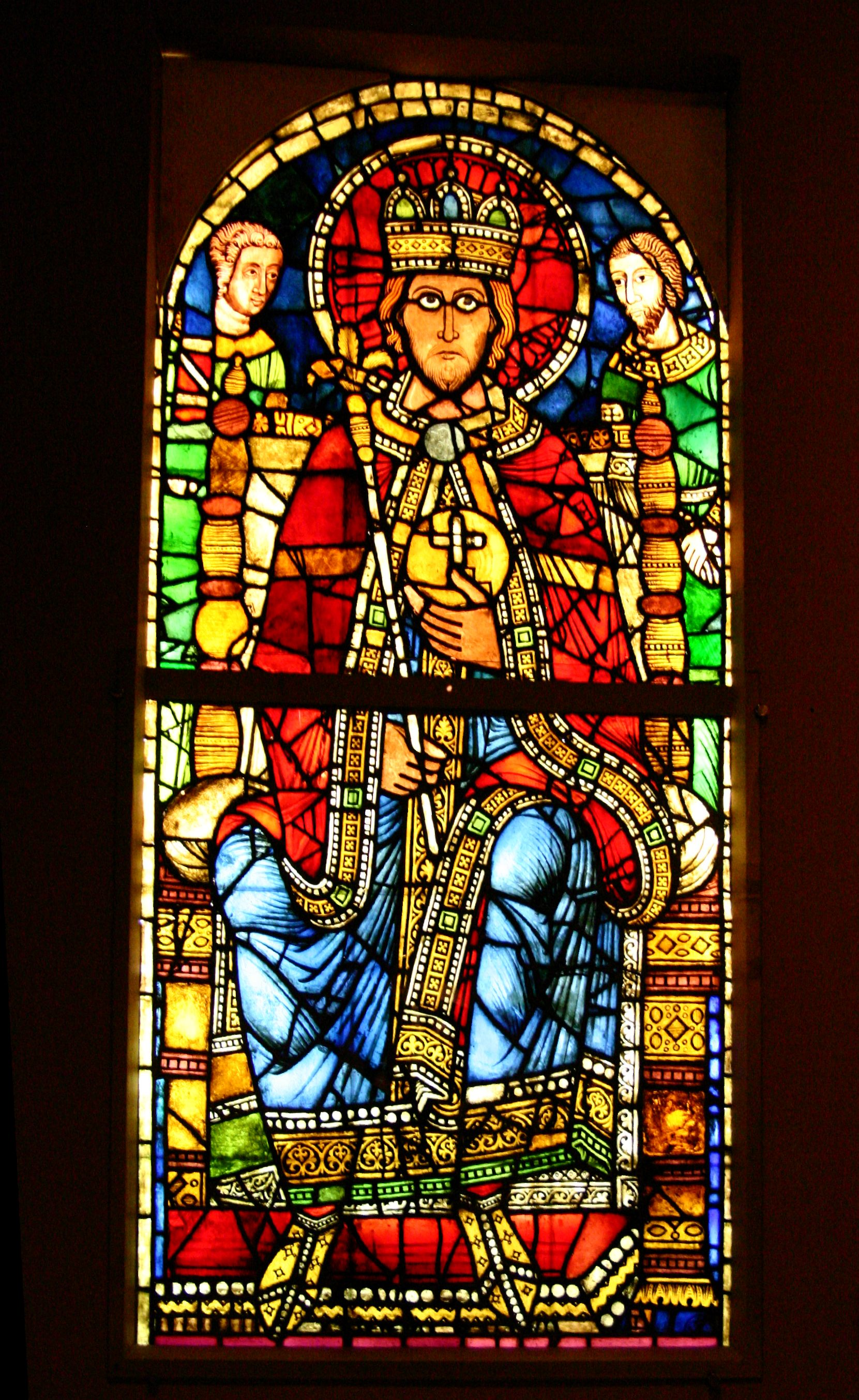
「眼鏡姿の皇帝」[注 3] （13世紀）